# Courtney Rumbolt
Courtney Orville Rumbolt (ur. 26 lipca 1969 w Londynie) – brytyjski bobsleista, brązowy medalista olimpijski.

## Kariera
Początkowo uprawiał lekkoatletykę, specjalizując się w sprintach. W 1988 roku wywalczył brązowy medal w sztafecie 4 × 100 m podczas lekkoatletycznych mistrzostw świata juniorów w Greater Sudbury. Największy sukces w karierze osiągnął jednak w 1998 roku, kiedy razem z Seanem Olssonem, Deanem Wardem i Paulem Attwoodem zdobył brązowy medal w czwórkach na igrzyskach olimpijskich w Nagano. Był to pierwszy medal w bobslejach dla Wielkiej Brytanii od 34 lat.